# Plena comunión

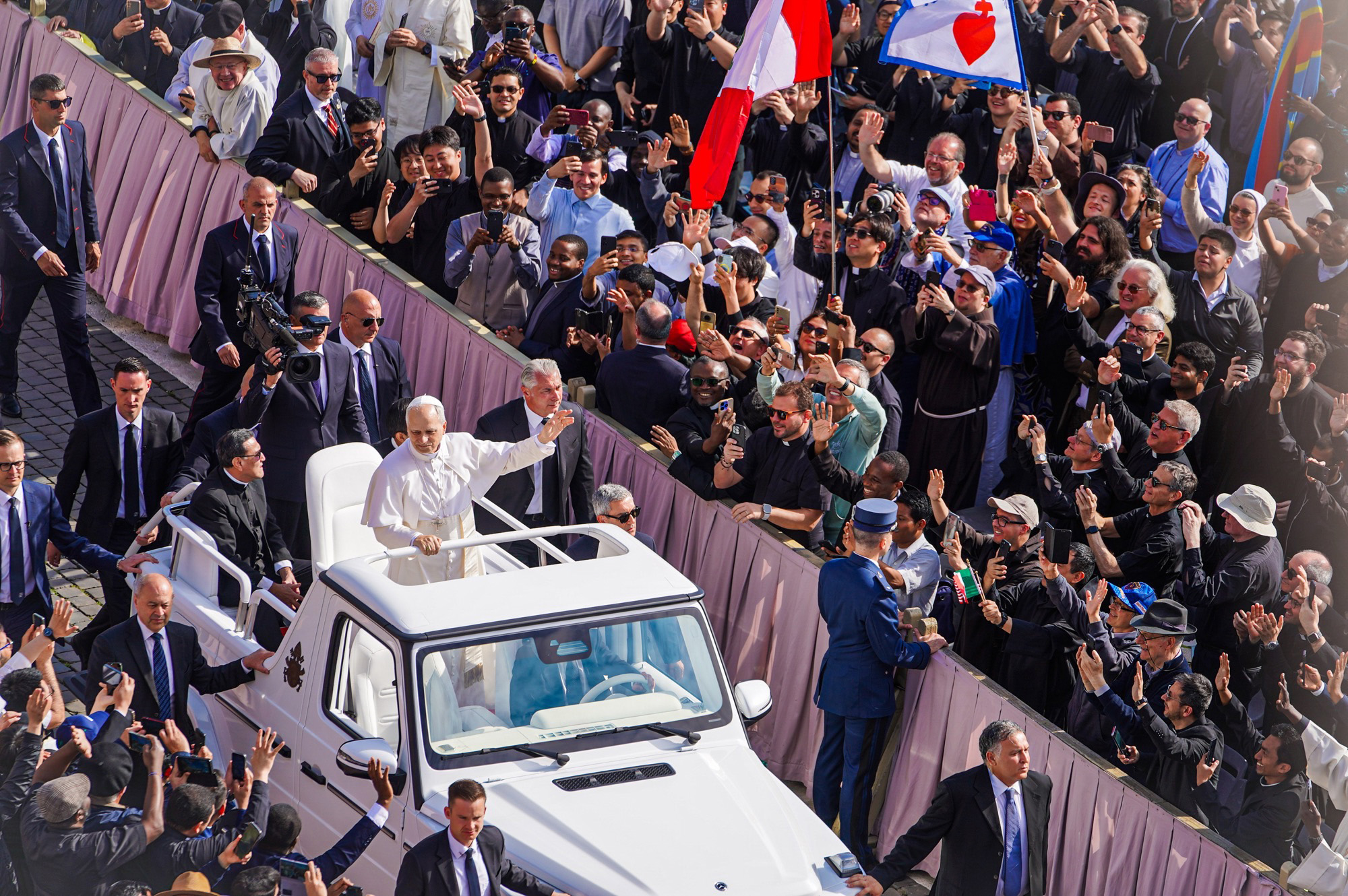
El Papa León XIV en el papamóvil en el inicio de su pontificado.

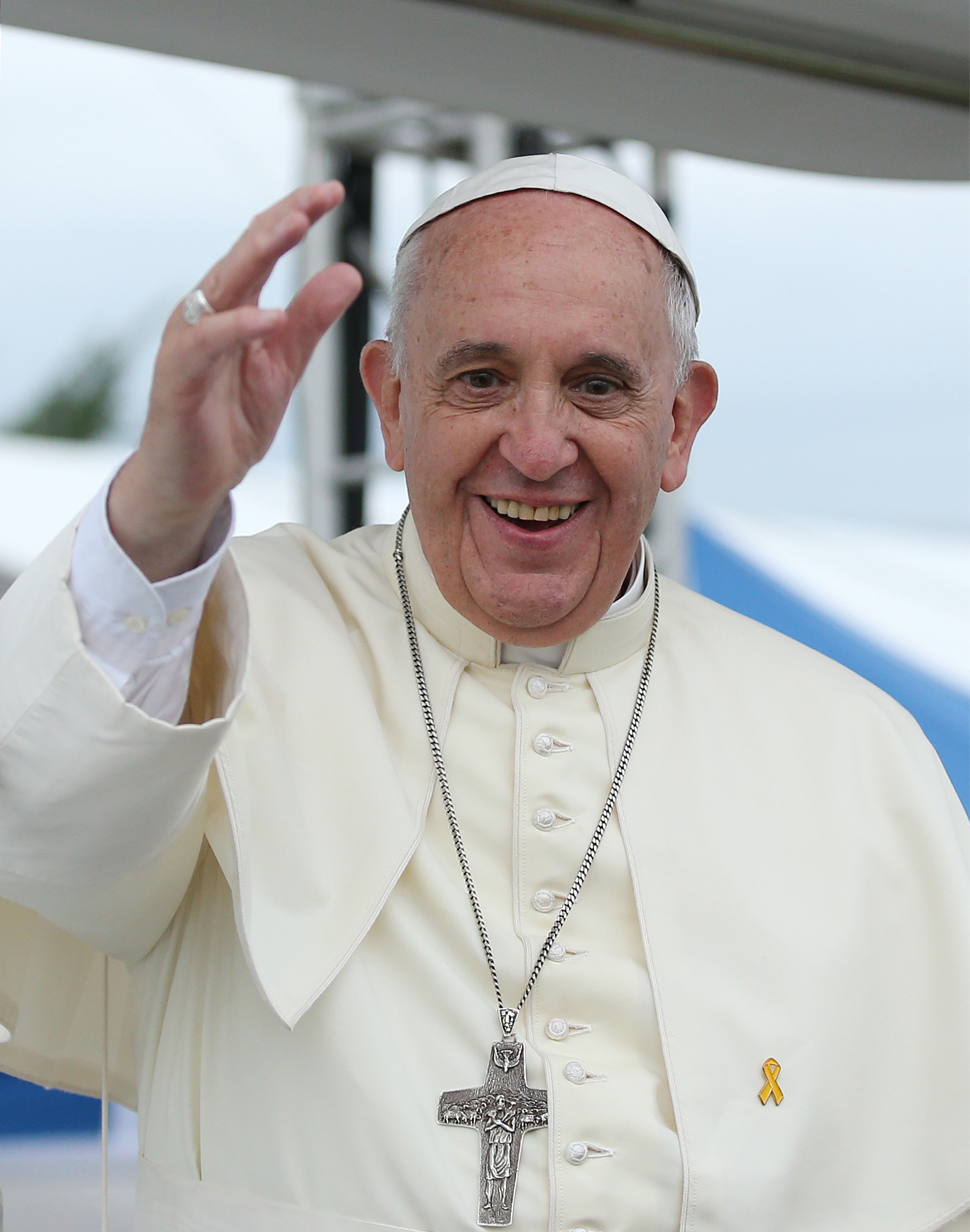
Visita en 2014 del Papa Francisco a Corea, en el cierre del día de la juventud asiática en el Castillo de Haemi.

En el cristianismo, la plena comunión, comunión completa, comunión total o simplemente comunión entre varias Iglesias consiste en el reconocimiento mutuo basado en la coincidencia en los aspectos fundamentales de la doctrina. La plena comunión no supone necesariamente la integración administrativa entre las Iglesias afectadas. Un concepto relacionado, pero más amplio es el ecumenismo, que consiste en el mantenimiento de relaciones entre Iglesias y, ocasionalmente, la celebración de algunas ceremonias conjuntas.
La iniciativa de proclamar la plena comunión se ha justificado por el deseo de Jesús de que los creyentes estuvieran unidos aparece recogida la Biblia (Juan 17:11). Sin embargo, ya en tiempos de San Pablo se iniciaron movimientos cismáticos (1 Cor 1:10-12). Entre los hitos históricos que supusieron la división de la Iglesia se cuentan el Cisma de Oriente y la Reforma Protestante, entre otros.
Actualmente, se consideran en plena comunión entre ellos, los grupos de iglesias siguientes:
- Las 24 Iglesias sui iuris que conforman la Iglesia católica: la Iglesia latina y las 23 Iglesias católicas orientales.[1]
- Las 15 Iglesias ortodoxas autocéfalas de tradición bizantina que conforman la Iglesia ortodoxa.[nota 1]
- Las 6 Iglesias ortodoxas orientales: copta, siriaca, armenia,  malankar, etíope y eritrea.
- Las 38 iglesias de la Comunión anglicana (anglicanas o episcopales), las iglesias católicas antiguas de la Unión de Utrecht, la Iglesia filipina independiente y la Malankara Mar Thoma Syrian Church (estado indio de Kerala)
- Las 145 iglesias luteranas agrupadas en la Federación Luterana Mundial
- Las 105 iglesias evangélicas europeas firmantes del Concordato de Leuenberg, que abarcan iglesias luteranas, reformadas (tanto calvinistas como presbiterianas), metodistas y otras
- Las 4 principales iglesias evangélicas de los Estados Unidos, firmantes de la Formula of Agreement de 1997: Iglesia evangélica luterana, Iglesia Reformada (calvinista), Iglesia Presbiteriana (presbiteriana) e Iglesia Unida de Cristo
  - La Iglesia evangélica luterana en Estados Unidos también está en comunión con la Iglesia Episcopal en los Estados Unidos de América, integrada en la Comunión anglicana
  - La Iglesia Unida de Cristo (Estados Unidos) también está en comunión con la Iglesia Unida de Canadá y la Unión de Iglesias Evangélicas (Union Evangelischer Kirchen, UEK) alemana, que tuvo su origen en la iglesia evangélica nacional de Prusia.
- Las 12 iglesias reformadas de la Comunión de Porvoo, que abarca tanto a las iglesias anglicanas del Reino Unido, Irlanda, España y Portugal como a las iglesias luteranas de los países nórdicos y bálticos
- Las 76 iglesias agrupadas en el Consejo Metodista Mundial
- Las congregaciones agrupadas en la Alianza Mundial Bautista
- En Italia, la iglesia valdense, las metodistas y las bautistas

Fuera de esta clasificación se encuentran algunas iglesias ortodoxas llamadas no canónicas, algunas formas de protestantismo, como los discípulos de Cristo y los cuáqueros, así como ciertas confesiones religiosas surgidas a partir del cristianismo pero que no admiten o bien reinterpretan el dogma de la Santísima Trinidad, como los unitarios, los Testigos de Jehová y los mormones.